# Radical 184
El radical 184, representado por el carácter Han 食, es uno de los 214 radicales del diccionario de Kangxi. En mandarín estándar es llamado 食部, (shí bù, ‘radical «comer»’); en japonés es llamado 食部, しょくぶ (shokubu), y en coreano 식 (sik). En los textos occidentales también es conocido como radical «comida».
El radical 184, aparece comúnmente en el lado izquierdo de los caracteres que clasifica (por ejemplo, en 䬢), aunque también puede aparecer en la parte inferior (por ejemplo, en 䬥) o en el lado derecho (por ejemplo, en 飧). En muchos caracteres, este radical aparece en las formas variantes 𩙿, 飠, 𩚀 y 𩚁.
Los caracteres clasificados bajo el radical «comida» suelen tener significados relacionados con la alimentación. Como ejemplo de lo anterior están: 飢, ‘hambriento’; 飧, ‘cena’; 飲, ‘beber’.
En el sistema de simplificación de los caracteres chinos llevado a cabo en la República Popular China el radical «comer» ha sido simplificado a la forma 饣.

## Nombres populares
- Mandarín estándar:　食字旁, shí zì páng, ‘carácter «comer» en un lado’; 食字底, shí zì dǐ, ‘carácter «comer» en la parte inferior’.
- Coreano: 밥식부, bap sik bu, ‘radical sik-comida’.
- Japonés:　食偏（しょくへん）, shokuhen, ‘radical «comer» en el lado izquierdo del carácter’.[1]
- En occidente: radical «comer», radical «comida».

## Galería
| Estilos antiguos                                 | Estilos antiguos                  | Estilos antiguos                        | Estilos antiguos                   | Estilos antiguos                   | Estilos empleados actualmente       | Estilos empleados actualmente  | Estilos empleados actualmente    | Estilos empleados actualmente   | Estilos empleados actualmente  |
|                                                  |                                   |                                         |                                    |                                    |                                     | 食                             | 食                               |                                 |                                |
| 甲骨文 jiǎgǔwén (escritura de huesos oraculares) | 金文 jīnwén (escritura de bronce) | 简帛 jiǎnbó (escritura de bambú y seda) | 篆文 zhuànwén (escritura de sello) | 篆文 zhuànwén (escritura de sello) | 隸書 lìshū (estilo de los escribas) | 楷書 kǎishū (estilo regular)   | 楷書 kǎishū (estilo regular)     | 行書 xǐngshū (estilo corriente) | 草書 cǎoshū (estilo de hierba) |
| 甲骨文 jiǎgǔwén (escritura de huesos oraculares) | 金文 jīnwén (escritura de bronce) | 简帛 jiǎnbó (escritura de bambú y seda) | 大篆 dàzhuàn (sello grande)        | 小篆 xiǎozhuàn (sello pequeño)     | 隸書 lìshū (estilo de los escribas) | 繁體／繁体 fántǐ (tradicional) | 简体／簡體 jiǎntǐ (simplificado) | 行書 xǐngshū (estilo corriente) | 草書 cǎoshū (estilo de hierba) |

## Caracteres con el radical 184
| trazos | carácter                                                             | simplificado            |
| ------ | -------------------------------------------------------------------- | ----------------------- |
| + 0    | 食 飠                                                                | 饣                      |
| + 2    | 䬢 飡 飢 飣 飤                                                       | 饤 饥                   |
| + 3    | 䬣 䬤 䬥 飥 飦 飧 飨                                                 | 饦 饧                   |
| + 4    | 䬦 䬧 䬨 䬩 䬪 飩 飪 飫 飬 飭 飮 飯 飰 飱 飲                         | 饨 饩 饪 饫 饬 饭 饮 飯 |
| + 5    | 䬫 䬬 䬭 䬮 䬯 䬰 䬱 䬲 䬳 䬴 飳 飴 飵 飶 飷 飸 飹 飻 飼 飽 飾 飿    | 饯 饰 饱 饲 饳 饴 飼    |
| + 6    | 䬵 䬶 䬷 䬸 䬹 䬺 䬻 飺 餀 餁 餂 餃 餄 餆 餇 餈 餉 養 餋 餌 餍 餎 餏 | 饵 饶 饷 饸 饹 饺 饻 饼 |
| + 7    | 䬼 䬽 䬾 䬿 䭀 䭁 䭂 餐 餑 餒 餓 餔 餕 餖 餗 餘 餙 餝                | 饽 饾 饿 馀 馁 馂       |
| + 8    | 䭃 䭄 䭅 䭆 䭇 餅 餚 餛 餜 餞 餟 餠 餡 餢 餣 餤 餥 餦 餧 館 餩 館    | 馃 馄 馅 馆             |
| + 9    | 䭈 䭉 䭊 䭋 䭌 䭍 䭎 䭏 餪 餫 餬 餭 餮 餯 餰 餱 餲 餳 餴 餵 餷       | 馇 馈 馊 馋             |
| + 10   | 䭐 䭑 䭒 䭓 䭔 餶 餸 餹 餺 餻 餼 餽 餾 餿 饀 饁 饂 饃                | 馉 馌 馍 馎 馏 馐       |
| + 11   | 䭕 䭖 䭗 饄 饅 饆 饇 饈 饉                                           | 馑 馒                   |
| + 12   | 䭘 䭙 䭚 䭛 䭜 䭪 饊 饋 饌 饍 饎 饏 饐 饑 饒 饓                      | 馓 馔                   |
| + 13   | 䭝 䭞 䭟 䭠 饔 饕 饖 饗 饘 饙                                        |                         |
| + 14   | 䉵 䭡 䭢 䭣 䭤 饚 饛 饜                                              |                         |
| + 15   | 䭥                                                                   |                         |
| + 16   | 饝                                                                   |                         |
| + 17   | 䭦 䭧 饞 饟                                                          |                         |
| + 18   | 䭨                                                                   |                         |
| + 19   | 䭩 饠 饡                                                             |                         |
| + 22   | 饢                                                                   | 馕                      |